# Horst Röper
Horst Röper (* 21. Mai 1952 in Soest) ist ein deutscher Journalist und Medienwissenschaftler. Er war 1984 Mitgründer und ist seither Geschäftsführer des Medienforschungsinstituts FORMATT in Dortmund.

## Leben
Röper begann seine journalistischen Aktivitäten 1968, zunächst bei Tageszeitungen. Seit seinem Volontariat 1980 beim WDR war er bis 1995 zunehmend auch für das Fernsehen (Sendereihen Glashaus, ARD Pressekritik, Politik aktuell) tätig, darüber hinaus für Zeitschriften.
Bis 1981 studierte er Politikwissenschaft und Publizistik an der Universität Münster sowie Journalistik an der Universität Dortmund mit Diplomabschluss. Seine Diplomarbeit verfasste er über das Thema Elektronische Berichterstattung. Formen und Folgen der neuen Fernsehproduktion. Anschließend war er Mitarbeiter an beiden Universitäten.
Seit 1984 ist er Geschäftsführer des von ihm gemeinsam mit seinem ehemaligen Professor Ulrich Pätzold gegründeten Medienforschungsinstituts FORMATT in Dortmund. Er engagiert sich seit 1994 auch für die Aus- und Weiterbildung von Journalisten.
Benannt durch das Bundesland Nordrhein-Westfalen, ist Röper seit 2007 Mitglied der Kommission zur Ermittlung des Finanzbedarfs der Rundfunkanstalten (KEF) und dort Vorsitzender der mit dem Thema Programmaufwendungen befassten Arbeitsgruppe 3.

## Werke
Röper schreibt regelmäßig in Fachblättern über Medientechnologie, das Mediensystem, die Ökonomie der Medien und Medienpolitik, insbesondere befasst er sich mit der Medienkonzentration. Er ist Co-Autor mehrerer Bücher über elektronische Medien sowie zur Machtkonzentration und Intransparenz der Besitzverhältnisse auf dem deutschen Medienmarkt. Auch in den Tages- und Wochenmedien ist er immer wieder mit Beiträgen zu diesen Themen vertreten und nimmt in Interviews Stellung.

## Auszeichnung
- 1993: Bert-Donnepp-Preis[3]

## Zitat
„Journalismus ist nicht mehr erstrebenswert. Ich rate allen, tut euch diesen Beruf nicht an.“